# Dům čp. 1682 Na Poříčí
Dům čp. 1682 Na Poříčí je novorenesanční nárožní dům na Novém Městě (v době výstavby čp. 1682/II.) v Praze 1 na rohu ulic Na Poříčí (18) a Havlíčkovy (15) (v době výstavby se Havlíčkova ulice jmenovala Jízdecká). Dům byl postaven v letech 1885–1886 podle návrhu významného českého architekta 19. století Antonína Wiehla. Autorem plastiky je Antonín Procházka.

## Popis domu

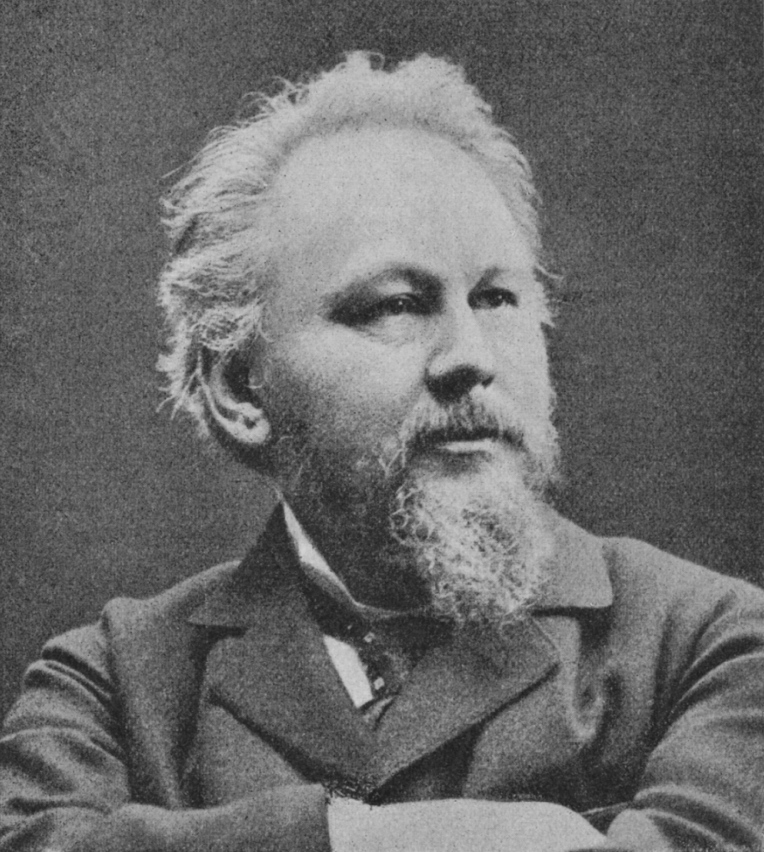
Antonín Wiehl – architekt a stavitel

Dům byl vystavěn v letech 1885–86 na místě bývalých jezdeckých kasáren. Nárožní čtyřpatrový nájemní dům s nárožními rizality. Fasáda do ulice Na Poříčí i do Havlíčkovy ulice má devět os. Nárožní rizality mají po jedné ose. Přízemí a první patro je zdobeno bosáží, v druhém a třetím patře tvoří fasádu režné zdivo. Ve čtvrtém patře a na štítech zdobí fasádu sgrafita provedená na černém podkladě v barvě zlaté, červené a bílé. Pod druhým patrem je vlys zdobený majolikovými terči. V průčelí do Havlíčkovy ulice je portál hlavního vchodu do vestibulu zdobeného mramorem a štukováním na stropě. Nad portálem na sloupech je balkon. Ve druhém patře je balkon na konzolách, na kterém je medialon s portrétem Marie Wiehlové, manželky Antonína Wiehla. V průčelí do ulice Na Poříčí je arkýř s bohatou plastickou výzdobou. Výzdobu mohutně vyhlížejícího domu tvoří reliéfy vojáků v uniformách ze 17.a 18. století. Jejich umístění v nikách rizalitu připomíná původní objekt jezdeckých kasáren. Vojenská historie předchozího objektu je připomínána realistickými kostýmními studiemi. Na fasádě se tak objevuje vojenské pojetí výzdoby, které ve svých sgrafitech s oblibou na domech uplatňoval později především Mikoláš Aleš. Na Wiehlově stavbě se tak objevuje zcela odlišné téma než bylo použito na předchozích sedmi činžovních domech.Antonín Wiehl svůj osmý činžovní dům v Praze postavil společně s Karlem Gemperlem. V dalších letech měl Wiehl v domě Na Poříčí svou kancelář (do té doby v Divadelní ulici čp. 1032/I.). Na závěr své kariéry měl od roku 1896 kancelář ve vlastním Wiehlově domě na Václavském náměstí 792/II., který je také Wiehlovým posledním činžovním domem.

## Galerie Dům čp. 1682 Na Poříčí

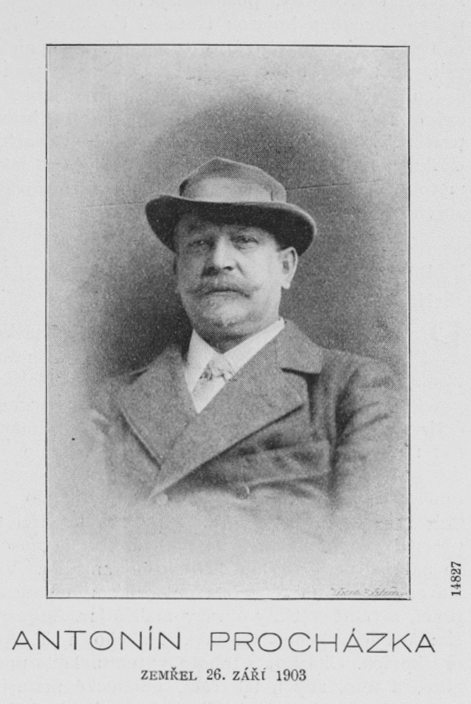
Antonin Prochazka 1903 – autor plastiky
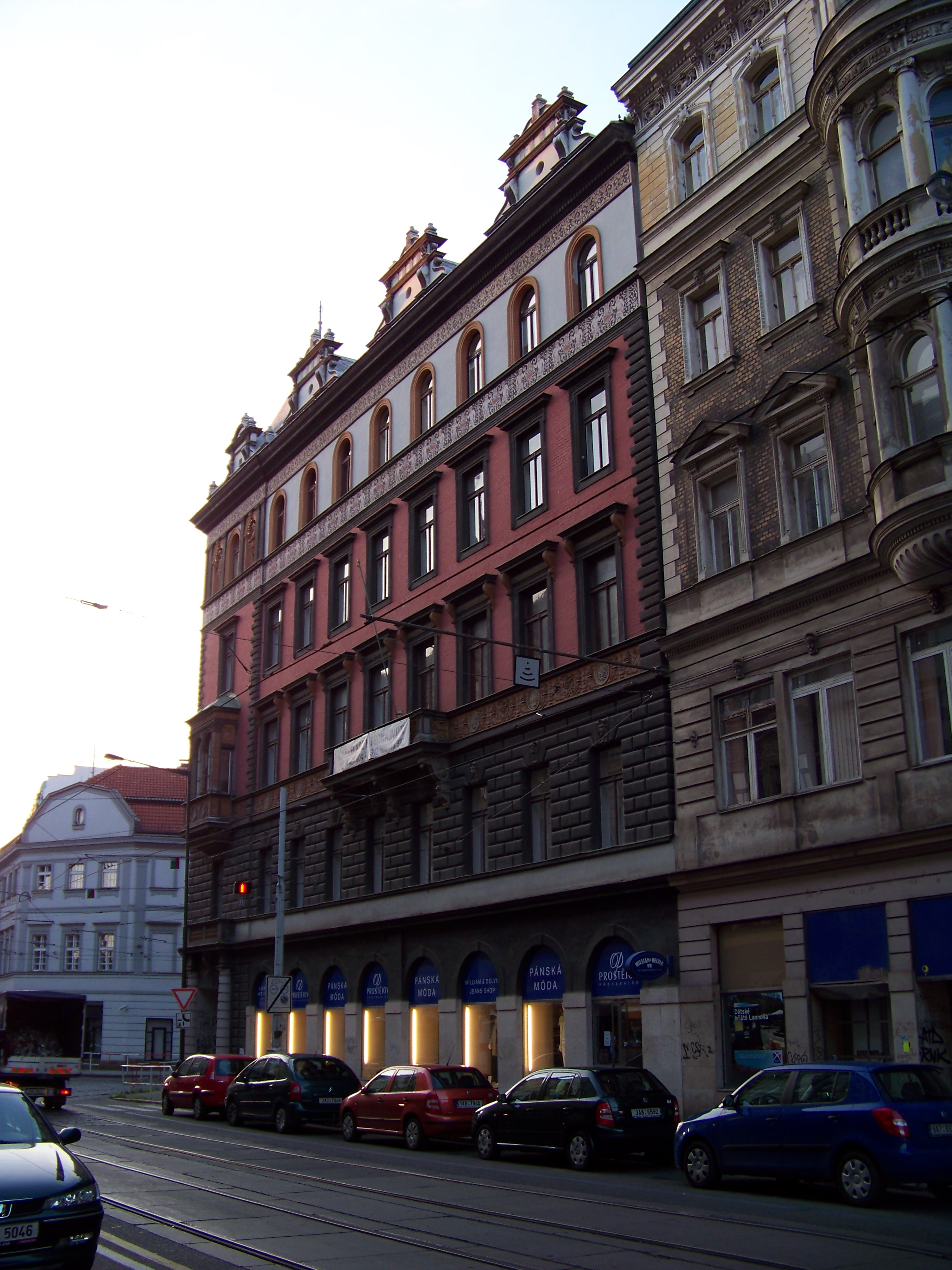
Na poříčí 18